# Nadolice Wielkie (przystanek kolejowy)
Nadolice Wielkie – przystanek osobowy, a dawniej stacja kolejowa w Nadolicach Wielkich, w Polsce, w województwie dolnośląskim, w powiecie wrocławskim, w gminie Czernica, położony na linii kolejowej nr 292 Jelcz Miłoszyce – Wrocław Osobowice. 

## Ruch pasażerski
| Rok  | Wymiana pasażerska na dobę |
| ---- | -------------------------- |
| 2017 | –                          |
| 2022 | 150-199                    |
| 2023 | 200-299                    |